# Софпорог
Со́фпорог (карел. Sohjanankoški) — посёлок в составе Кестеньгского сельского поселения Лоухского района Республики Карелия.

## Название
Название на русском языке происходит от «Софьянгский порог», до строительства Кумской ГЭС река Софьянга была порожистой.

## География
Расположен на северо-западном берегу Топозера.
Посёлок находится на 91 км трассы 86К-127 Лоухи — Суоперя.

## Памятники истории
В 2-х км от посёлка по шоссе на Кестеньгу сохраняются:
- Братская могила советских воинов, павших в годы Великой Отечественной войны. Здесь захоронено более 300 солдат и офицеров Карельского фронта[2]
- Братская могила 4-х советских воинов-танкистов 91-го отдельного танкового полка 26-й армии Карельского фронта, погибших 18 сентября 1944 года[3][4].

## Транспорт
Железнодорожная станция на 92 км ветки Лоухи — Пяозеро. Построена в 1960—1961 году. С 2023 года возобновлено пассажирское движение.
До 1990 года осуществлялись регулярные рейсы мототкатеров от пристани Софпорог до Зашейка.

## Население
| 2002 | 2009 | 2010 | 2013 |
| ---- | ---- | ---- | ---- |
| 340  | ↘300 | ↘261 | ↘243 |

## Культура
Ежегодно во вторую субботу июля проводится районный праздник «День рыбака».

## Экономика
В посёлке действовал ныне закрытый рыбзавод.